# Campeonato Carioca de Futebol de 1990 - Terceira Divisão
O Campeonato Carioca da Terceira Divisão de 1990 foi uma edição da terceira divisão do campeonato estadual de futebol profissional do Rio de Janeiro. A competição foi organizada pela Federação de Futebol do Estado do Rio de Janeiro (FERJ).
Ao final da disputa sagrou-se campeão o Céres e vice-campeão o Tupy.

## Participantes
- Bela Vista Futebol Clube, de Niterói
- Canto do Rio Futebol Clube, de Niterói
- Carapebus Esporte Clube, de Carapebus
- Céres Futebol Clube, do Rio de Janeiro
- União Esportiva Coelho da Rocha, de São João de Meriti
- Colégio Futebol Clube, do Rio de Janeiro
- Confiança Atlético Clube, do Rio de Janeiro
- Clube de Regatas Flamengo de Volta Redonda
- Frigorífico Atlético Clube, de Mendes
- Heliópolis Atlético Clube, de Belford Roxo
- Itaguaí Atlético Clube, de Itaguaí
- Esporte Clube Maricá, de Maricá
- Miracema Futebol Clube, de Miracema
- Pavunense Futebol Clube, do Rio de Janeiro
- Saquarema Futebol Clube, de Saquarema
- Esporte Clube São João, de Casimiro de Abreu
- Tupy Sport Club, de Paracambi
- Associação Atlética Volantes, de Nova Iguaçu